# Dublin West
Dublin West is een kiesdistrict in de Republiek Ierland voor de verkiezing voor Dáil Éireann, het lagerhuis van het Ierse parlement. Het werd ingesteld bij de herindeling van kiesdistricten in 1981. Het kiest sinds de verkiezingen van 2011  4 leden voor Dáil Éireann. Eerder waren dat er 3 of 5. De grenzen van het kiesdistrict zijn meermaals aangepast. Het ligt deels in Fingal en deels in de stad Dublin.
In 2016 behaalde Fine Gael, Fianna Fáil en Labour alle 1 zetel, terwijl er ook een zetel ging naar BFP.

## Bekende leden
Leo Varadkar, sinds 2017 Taoiseach, werd in 2007 TD voor Dublin West en werd sindsdien steeds herkozen. Joan Burton, tussen 2014 en 16 Tánaiste en leider van Labour is met een korte onderbreking sinds 1992 lid voor het kiesdistrict.

## Referendum
Bij het abortusreferendum in 2018 stemde in het kiesdistrict 74,0% van de opgekomen kiezers voor afschaffing van het abortusverbod in de grondwet. 